# Premi de la Crítica de narrativa gallega
El Premi de la Crítica de narrativa gallega és un premi literari que, des de 1976, concedeix l'Associació Espanyola de Crítics Literaris dintre de la convocatòria anual del Premi de la Crítica, i on es valora l'obra en prosa escrita en gallec, publicada l'any anterior, que es considera millor.

## Premiats
- 1976 - Carlos Casares Mouriño, per Xoquetes para un tempo perdido.
- 1977 - Desert
- 1978 - Xoán Ignacio Taibo, per Homes de ningures.
- 1979 - Álvaro Cunqueiro, per Os outros feriantes.
- 1980 - Xavier Alcalá, per Fábula.
- 1981 - Alfredo Conde Cid, per Breixo.
- 1982 - Víctor Fernández Freixanes, per Triángulo inscrito na circunferencia.
- 1983 - Camilo Gonsar, per Desfeita.
- 1984 - Alfredo Conde Cid, per Xa vai o grifón no vento.
- 1985 - Lois Xosé Pereira, per As horas de cartón.
- 1986 - Antón Risco, per Memoria de un emigrante.
- 1987 - Ricardo Carballo Calero, per Sporpio.
- 1988 - Víctor Fernández Freixanes, per O enxoval da novia.
- 1989 - Manuel Rivas, per Un millón de vacas.
- 1990 - Xavier Queipo, per Artico.
- 1991 - Xosé Lois Méndez Ferrín, per Arraianos.
- 1992 - Salvador García Bodaño, per Os misterios de monsieur d'Allier.
- 1993 - Suso de Toro, per Tic-tac.
- 1994 - Desert
- 1995 - Xesús Manuel Valcárcel, per O capitán Lobo Negro.
- 1996 - Carlos Casares Mouriño, per Deus sentado nun sillón azul.
- 1997 - Xosé Carlos Caneiro, per Un xogo de apócrifos.
- 1998 - Manuel Rivas, per O lapis do carpinteiro.
- 1999 - Xosé Lois Méndez Ferrín, per No ventre do silencio.
- 2000 - Suso de Toro, per Non volvas.
- 2001 - Xosé Vázquez Pintor, per A memoria do boi.
- 2002 - Carlos Casares Mouriño, per O sol do veran.
- 2003 - Xabier López López, per A vida que nos mata.
- 2004 - Xesús Constela, per As humanas proporcións.
- 2005 - Teresa Moure, per Herba moura.
- 2006 - Manuel Rivas, per Os libros arden mal.
- 2007 - Luís Rei Núñez, per O señor Lugrís e a negra sombra
- 2008 - Marcos S. Calveiro, per Festina lente
- 2009 - Xabier Quiroga, per O cabo do mundo
- 2010 - Víctor Fernández Freixanes, per Cabalo de ouros
- 2011 - Antón Riveiro Coello, per Laura no deserto (Apresúrate despacio).¹
- 2012 - Begoña Caamaño, per Morgana en Esmelle.
- 2013 - Anxos Sumai, per A lúa da colleita
- 2014 - Xabier Quiroga, per Zapatillas rotas.
- 2015 - Manuel Rivas, per O último día de Terranova.
- 2016 - Isaac Xubín, per  Non hai outro camino.
- 2017 - Emma Pedreira, per Bibliópatas e fobólogos.
- 2018 - Antón Lopo, per Extraordinario.[2]
- 2019 - Berta Dávila, per Carrusel.[3]
- 2020 - Inma López Silva, per Ou libro da filla.[1]
- 2021 - Diego Ameixeiras, per O cervo e a sombra[4]